# Multi-Party Charter
Multi-Party Charter (MPC), tidigare känd som  Moonshot Pact, är en överenskommelse mellan ett flertal partier inför parlamentsvalet 2024 i Sydafrika (DA, IFP, FF Plus, ActionSA, ISANCO, UIM och SNP). Överenskommelsen, eller koalitionen, har udden mot ANC som haft makten i landet över tre decennier och som de inblandade partierna är kritiska till, men också mot de tre nya partierna, EFF, MK Party och Patriotic Alliance.

## Parlamentsvalet 2024 (till Nationalförsamlingen
Partierna i koalitionen vann totalt 119 av 400 platser i Nationalförsamlingen, vilket var en ökning med sju platser från det föregående valet. 
Det nybildade partiet ActionSA landade på 1,2 procent och fick därmed sex platser i parlamentet.. Den 6 juni 2024 meddelade de dock att de lämnar partisamarbetet. Detta eftersom partisamarbetet/koalitionen övervägt en storkoalition med ANC. Något som i sin tur reducerade koalitionen från 119 till 113 platser i Nationalförsamlingen.